# Liste de peintures de Charles Mellin
Cette page dresse la liste des peintures de Charles Mellin, peintre lorrain actif à Rome au XVIIe siècle.

## Liste
| Image | Titre | Technique                        | Date      | Commentaire               | Lieu de conservation                                         | N° de catalogue raisonné (Malgouyres, 2007) |
| ----- | --- | -------------------------------- | --------- | ------------------------- | ------------------------------------------------------------ | ------------------------------------------- |
|       | |                                  |           |                           |                                                              |                                             |
|       | Femme nue allongée | Huile sur toile 90 x 135 cm      | 1627      |                           | Cahors, Musée Henri-Martin                                   |                                             |
|       | L'Amour de la Patrie ou Le Cavalier volant                                                                                |                                  | 1627      |                           | Rome, Palais Muti                                            | 1                                           |
|       | La Renommée |                                  | 1627      |                           | Rome, Palais Muti                                            | 2                                           |
|       | Galerie du Palais Muti |                                  | 1627      |                           | Rome, Palais Muti                                            | 3                                           |
|       | Apollon | Huile sur toile 108 x 86 cm      | 1627      |                           | Collection particulière                                      | 4                                           |
|       | La Paix et les Arts | Huile sur toile 350 × 254 cm     | 1627      |                           | Rome, Galleria Nazionale d'Arte Antica, Palais Barberini     | 5                                           |
|       | Sainte Anne | Huile sur toile 98,5 x 76,5 cm   | vers 1631 |                           | Nancy, musée lorrain                                         | 6                                           |
|       | Le ravissement de saint Urbain Ier                                                                                        | Huile sur toile 248 x 190,5 cm   | 1630      |                           | Rome, Galleria Nazionale d'Arte Antica, Palais Barberini     | 7                                           |
|       | La Vierge accueillant une âme au ciel                                                                                     | Fresque                          |           |                           | Rome, Couvent de la Trinité-des-Monts, infirmerie            | 8                                           |
|       | Saint François de Paule (esquisse)                                                                                        | Huile sur toile 38,5 x 29,5 cm   |           |                           | Prague, Narodni Galerie                                      | 9                                           |
|       | Saint François de Paule                                                                                                   | Huile sur toile 161,9 x 111,8 cm |           |                           | Nancy, musée lorrain                                         | 11                                          |
|       | Saint François de Paule aux pieds de Sixte IV                                                                             | Huile sur toile 73 x 91 cm       |           |                           | Rouen, musée des Beaux-Arts                                  | 12                                          |
|       | Saint François de Paule aux pieds de Sixte IV                                                                             | Huile sur toile 77 x 88 cm       |           |                           | Localisation actuelle inconnue                               | 13                                          |
|       | Gloire d'anges | Peinture murale sur enduit       |           |                           | Rome, Couvent de la Trinité-des-Monts, cloître               | 14                                          |
|       | Saint François de Paule aux pieds de Sixte IV                                                                             | Fresque                          |           |                           | Rome, Couvent de la Trinité-des-Monts, cloître               | 15                                          |
|       | La Charité romaine | Huile sur toile 102 x 82 cm      |           |                           | Genève, musée d'Art et d'Histoire                            | 16                                          |
|       | La Charité romaine | Huile sur toile 97 x 73,7 cm     |           |                           | Paris, musée du Louvre                                       | 17                                          |
|       | Le Couronnement de la Vierge avec saint Jean-Baptiste, saint Jean l'Evangéliste, saint Georges, un ange et deux donateurs | Huile sur toile 80 x 55 cm       |           |                           | Collection particulière                                      | 18                                          |
|       | L'Annonciation | Fresque                          |           |                           | Rome, église Saint-Louis-des-Français, chapelle de la Vierge | 19                                          |
|       | La Visitation | Fresque                          |           |                           | Rome, église Saint-Louis-des-Français, chapelle de la Vierge | 21                                          |
|       | Le Couronnement de la Vierge                                                                                              | Fresque                          |           |                           | Rome, église Saint-Louis-des-Français, chapelle de la Vierge | 22                                          |
|       | L'Amour et la Fidélité | Huile sur toile 76 x 95 cm       |           |                           | Collection particulière                                      | 23                                          |
|       | Le Sacrifice d'Abel | Huile sur toile 39 x 35 cm       |           |                           | Stockholm, Nationalmuseum                                    | 24                                          |
|       | Le Sacrifice d'Abel | Huile sur toile 160 x 145 cm     | 1634      |                           | Cassino, abbaye                                              | 25                                          |
|       | Le Sacrifice d'Abel | Huile sur toile 38 x 29,5 cm     |           |                           | Nancy, musée lorrain                                         | 26                                          |
|       | La Sainte Famille avec le petit saint Jean                                                                                | Huile sur toile 58,5 x 74,5 cm   |           |                           | Collection particulière                                      | 27                                          |
|       | Décor du chœur de l'Abbaye territoriale du Mont-Cassin                                                                    |                                  | 1636-1637 |                           | Détruit en 1944                                              | 28                                          |
|       | L'Immaculée conception | Huile sur toile 352 x 230 cm     |           |                           | Naples, église Santa Maria di Donnaregina Nuova              | 30                                          |
|       | L'Annonciation | Huile sur toile 345 x 245 cm     | 1647      |                           | Naples, église Santa Maria di Donnaregina Nuova              | 32                                          |
|       | Coupole de la chapelle de la Vierge à San Francesco a Ripa                                                                | Fresque                          |           | Décor attribué à Mellin   | Rome, église San Francesco a Ripa, chapelle de la Vierge     | 33                                          |
|       | La Crucifixion | Huile sur toile 375 x 225 cm     |           | Tableau attribué à Mellin | Gênes, église du Gesù                                        | 34                                          |
|       | L'Assomption | Peinture murale sur enduit       |           | Décor attribué à Mellin   | Rome, église San Lorenzo in Lucina, chapelle Alaleoni        | 35                                          |
|       | Vénus et l'Amour au bain                                                                                                  | Huile sur toile 136 x 98 cm      |           | Tableau attribué à Mellin | Berlin, Gemäldegalerie Alte Meister                          | 36                                          |
|       | Ange portant une lance | Huile sur toile 102 x 78 cm      |           | Tableau attribué à Mellin | Naples, musée de Capodimonte                                 | 37                                          |
|       | Jaël | Huile sur toile 98,5 x 74 cm     |           | Tableau attribué à Mellin | Collection particulière                                      | 38                                          |
|       | Hérodiade | Huile sur toile 127,5 x 101 cm   |           | Tableau attribué à Mellin | Naples, musée de Capodimonte                                 | 39                                          |
|       | Hérodiade | Huile sur toile 99,1 x 73,3 cm   |           | Tableau attribué à Mellin | Greenville, Bon Jones University, Art Gallery                | 40                                          |
|       | Saint Barthélemy | Huile sur toile 133 x 97 cm      |           | Tableau attribué à Mellin | Compiègne, musée national du château                         | 41                                          |
|       | Un prophète | Huile sur toile 75 x 59 cm       |           | Tableau attribué à Mellin | Chatsworth, collection du duc de Devonshire                  | 42                                          |
|       | Un apôtre | Huile sur toile 59,5 x 49,5 cm   |           | Tableau attribué à Mellin | Barcelone, Museu Frederic-Marès                              | 43                                          |
|       | L'Assomption de la Vierge                                                                                                 | Huile sur toile 98,1 x 103,1 cm  |           | Tableau attribué à Mellin | Porto Rico, Museo de Arte de Ponce                           | 44                                          |
|       | La Vierge à l'Enfant en gloire avec sainte Catherine d'Alexandrie et saint Pierre                                         | Huile sur toile 400 x 250 cm     |           | Tableau attribué à Mellin | Savone, église de la SS. Concezione                          | 45                                          |
|       | Sainte Marie Madeleine | Huile sur toile 241 x 171 cm     |           | Tableau attribué à Mellin | Rome, Galleria Nazionale d'Arte Antica, Palais Barberini     | 46                                          |
|       | Saint Étienne | Huile sur toile 141 x 104,5 cm   |           | Tableau attribué à Mellin | Valenciennes, musée des Beaux-Arts                           | 47                                          |
|       | Saint Étienne | Huile sur toile 75 x 99,5 cm     |           | Tableau attribué à Mellin | Collection particulière                                      | 48                                          |
|       | Saint Diacre | Huile sur toile 149 x 104 cm     |           | Tableau attribué à Mellin | Madrid, Palacio Real                                         | 49                                          |
|       | Saint Diacre martyr, dit Saint Laurent                                                                                    | Huile sur toile 139 x 102 cm     |           | Tableau attribué à Mellin | San Lorenzo de El Escorial, palais de l'Escurial             | 50                                          |
|       | La Lapidation de saint Etienne                                                                                            | Huile sur toile 48 x 66 cm       |           | Tableau attribué à Mellin | San Casciano, collection Bandini-Granelli                    | 51                                          |
|       | La Lapidation de saint Étienne                                                                                            | Huile sur toile 189 x 283 cm     |           | Tableau attribué à Mellin | Caen, église Saint-Etienne                                   | 52                                          |
|       | Saint Étienne | Huile sur toile 61 x 48,5 cm     |           | Tableau attribué à Mellin | Nantes, musée des Beaux-Arts                                 | 53                                          |
|       | Pape tenant un calice | Huile sur toile 66,6 x 44,3 cm   |           | Tableau attribué à Mellin | Localisation actuelle inconnue                               | 54                                          |
|       | Moine lisant | Huile sur toile 66 x 58 cm       |           | Tableau attribué à Mellin | Naples, musée de Capodimonte                                 | 55                                          |
|       | Le Ravissement de saint Dominique                                                                                         | Huile sur toile 57 x 44 cm       |           | Tableau attribué à Mellin | Rome, collection Lemme                                       | 56                                          |
|       | Le Ravissement de saint Dominique                                                                                         | Huile sur toile 340 x 200 cm     |           | Tableau attribué à Mellin | Viterbe, Palazzo Vescovile                                   | 57                                          |
|       | Polyphème et Galathée | Huile sur toile 121 x 123,5 cm   |           | Tableau attribué à Mellin | Localisation actuelle inconnue                               | 58                                          |
|       | La Peinture peignant l'Amour                                                                                              | Huile sur toile 133 x 98 cm      |           | Tableau attribué à Mellin | Bordeaux, musée des Beaux-Arts                               | 59                                          |
|       | Portrait de jeune homme                                                                                                   | Huile sur toile 63,5 x 49 cm     |           | Tableau attribué à Mellin | Paris, musée du Louvre                                       | 60                                          |
|       | Portrait d'homme, dit Portrait d'Alessandro del Borro ou Giovanni Paolo Schor                                             | Huile sur toile 203 x 121 cm     |           | Tableau attribué à Mellin | Berlin, Gemäldegalerie Alte Meister                          | 61                                          |
|       | Portrait de Giovanni Stefano Siri                                                                                         | Huile sur toile 124 x 95,5 cm    |           | Tableau attribué à Mellin | Edimbourg, National Gallery of Scotland                      | 62                                          |
|       | Portrait de Galileo Galilei                                                                                               | Huile sur toile 67 x 50,5 cm     |           | Tableau attribué à Mellin | Collection particulière                                      | 63                                          |
|       | Tête de femme | Huile sur toile 41,5 x 33 cm     |           | Tableau attribué à Mellin | Dijon, musée Magnin                                          | 64                                          |